# Good Fences
Good Fences è un film TV del 2003, diretto da Ernest Dickerson e prodotto da Spike Lee.